# 威廉·詹姆斯·席德斯
威廉·詹姆斯·席德斯（英語：William James Sidis，1898年4月1日—1944年7月17日），悲劇性的天才人物，一名拥有极高数学和语言天赋的美国神童。他父亲鲍里斯·席德斯（1867年~1923年），是乌克兰犹太移民，在哈佛大学跟从威廉·詹姆斯研究心理学及哲学，并取得四个学位，他母亲则在波士顿大学取得医学博士学位。他在4岁时就已精通法文，9岁就在哈佛大学做四维空间的讲座，因而很早就已出名。但成年后，却没有常人期待的成就。他46岁时死于脑中风，死時一贫如洗。

## 家庭與教育
1898年4月1日出生於美国紐約市，出生日正好是愚人节。他的父親鮑里斯·席德斯是来自俄罗斯帝国乌克兰的犹太移民，二十歲才自俄罗斯逃離，但在三十歲之前就在哈佛大學跟從威廉·詹姆士研究心理學及哲學，並取得四個學位。他的母親莎拉·曼德爾鮑姆·席德斯則於1897年在波士頓大學取得藥學學位。
生涯的紀錄
- 出生後6個月說：「Aluminum」，兩個月後指出地球的衛星為月亮。
- 出生後8個月就會靈活使用湯匙等餐具。
- 1歲時就會拼字。
- 出生後18個月，閱讀紐約時報。
- 2岁時自學拉丁文，3歲時自學希臘文。
- 3歲時精通打字，並坐在高椅子上發送信函向梅西百貨公司訂購玩具。
- 4岁時，可以用希臘文閱讀荷馬史詩，以拉丁文閱讀高盧戰爭。
- 5岁時，設計了一種新的對數表，這種對數表以12為底數。
- 6岁時，參加法語學校。三天升三年級，七個月後畢業。
- 6岁時，自學亨利·格雷的格雷氏解剖學和亞里斯多德的邏輯學。
- 6岁時，能心算出歷史上任何一天為星期幾。
- 7岁時，通過哈佛大學醫學院的解剖學測試。
- 在4岁到8岁之間，寫了四本書。包含天文學，解剖學，語言學，數學，但均已佚失。
- 8岁時，通過MIT的入學測試。
- 8岁時，自學了八門語言，可以流利使用德語，拉丁語，希臘語，法語，俄羅斯語，希伯來語，土耳其語和亞美尼亞語，並自己發明一種新的語言，把它稱為Vendergood。Vendergood裏的句型有九種變化，其中一種是席德斯自創的強調型。Vendergood的原書今已佚失，僅有數字與五句例句紀錄於席德斯的傳記：這些例子乃傳記作者Amy Wallace採訪小席德斯十二歲的妹妹Helena而得。[2]
- 8岁時，修正哈佛大學教授，E·V·亨廷頓（Edward Vermilye Huntington）數學教科書上的錯誤。
- 9岁時，通過哈佛大學入學測試，但被哈佛以年紀太輕拒絕。11歲方得入學。
- 10岁時，審定哈佛大學哲學系教授喬賽亞·羅伊斯新書的草稿。
- 11岁時，精通高等數學和天體運動，並在哈佛大學數學俱樂部講授四維空間論。
- 17歲時，開始於萊斯大學數學系教授幾何等課程。
- 18歲時，入哈佛大學法學院，儘管成績優異仍於二年後的1919年退學。

## 晚年
他的行为開始变得古怪，最终慢慢淡出了公众的视野。席德斯儘管小時展現神童的威力，卻沒有常人期待的成就。
成年後，他竭力避免接觸數學，並通過各種化名進行寫作，據說他後來一共懂20種語言，並能在一天之內學會一門外語，而且能互相翻譯。
根據當時的紐約智慧測試協會主任亞伯拉罕·斯珀林說：“我已經測試了超過五千人。他是我所見過精神最優越的個人，沒有人的智慧和敏銳接近席德斯。根據我的計算，他的智商可以很輕易超過230，甚至更可能高達250。”是有史以來最聰明的人。他46歲時就死於腦中風。